# VM i nordisk skiløb 2007
Verdensmesterskaberne i nordisk skiløb 2007 blev arrangeret af FIS og afviklet i Sapporo i Japan i perioden 22. februar – 4. marts 2007. Sapporo var for anden gang vært ved et VM; første gang var ved OL i 1972, der også talte som VM. Den japanske skisportsby blev tildelt værtskabet ved FIS-kongressen i Portorož, Slovenien, den 6. juni 2002. Det var blot tredje gang, at et VM blev afholdt uden for Europa (bortset fra vinter-OL), og det var første gang, stævnet blev afholdt i Asien.

## Medaljevindere

### Langrend

#### Mænd
| Disciplin                          | Guld                                                         | Guld      | Sølv                                                                 | Sølv      | Bronze                                                             | Bronze    |
| ---------------------------------- | ------------------------------------------------------------ | --------- | -------------------------------------------------------------------- | --------- | ------------------------------------------------------------------ | --------- |
| Individuel sprint, klassisk stil   | Jens Arne Svartedal                                          | 3:03,8    | Mats Larsson                                                         | 3:04,0    | Eldar Rønning                                                      | 3:04,6    |
| Holdsprint, fri stil               | Renato Passini Christian Zorzi                               | 17:50,6   | Nikolaj Morilov Vasilij Rotjev                                       | 17:50,6   | Milan Šperl Dušan Kožíšek                                          | 22:49,1   |
| 15 km intervalstart, fri stil      | Lars Berger                                                  | 35:50,0   | Leanid Karneyenka                                                    | 36:25,8   | Tobias Angerer                                                     | 36:42,4   |
| 15 km + 15 km, klassisk + fri stil | Axel Teichmann                                               | 1:11:35,8 | Tobias Angerer                                                       | 1:11:36,3 | Pietro Piller Cottrer                                              | 1:11:36,7 |
| 50 km samlet start, fri stil       | Odd-Bjørn Hjelmeset                                          | 2:20:12,6 | Frode Estil                                                          | 2:20:13,0 | Jens Filbrich                                                      | 2:20:17,1 |
| 4 × 10 km                          | Eldar Rønning Odd-Bjørn Hjelmeset Lars Berger Petter Northug | 1:30:49,2 | Nikolaj Pankratov Vasilij Rotjev Alexander Legkov Jevgenij Dementjev | 1:30:52,4 | Martin Larsson Mathias Fredriksson Marcus Hellner Anders Södergren | 1:30:52,7 |

#### Kvinder
| Disciplin                            | Guld                                                                  | Guld      | Sølv                                                                      | Sølv      | Bronze                                                                | Bronze    |
| ------------------------------------ | --------------------------------------------------------------------- | --------- | ------------------------------------------------------------------------- | --------- | --------------------------------------------------------------------- | --------- |
| Individuel sprint, fri stil          | Astrid Jacobsen                                                       | 2:50,9    | Petra Majdič                                                              | 2:51,1    | Virpi Kuitunen                                                        | 2:51,2    |
| Holdsprint, klassisk stil            | Riitta-Liisa Roponen Virpi Kuitunen                                   | 16:20,9   | Evi Sachenbacher-Stehle Claudia Künzel-Nystad                             | 16:21,6   | Astrid Jacobsen Marit Bjørgen                                         | 16:24,0   |
| 10 km intervalstart, fri stil        | Kateřina Neumannová                                                   | 23:58,4   | Olga Zavjalova                                                            | 24:24,9   | Arianna Follis                                                        | 24:28,6   |
| 7,5 km + 7,5 km, klassisk + fri stil | Olga Zavjalova                                                        | 41:27,5   | Kateřina Neumannová                                                       | 41:28,0   | Kristin Størmer Steira                                                | 41:29,6   |
| 30 km samlet start, fri stil         | Virpi Kuitunen                                                        | 1:29:47,1 | Kristin Størmer Steira                                                    | 1:29:54,0 | Therese Johaug                                                        | 1:31:09,9 |
| 4 × 5 km                             | Virpi Kuitunen Aino-Kaisa Saarinen Riitta-Liisa Roponen Pirjo Muranen | 54:18,6   | Stefanie Böhler Viola Bauer Evi Sachenbacher-Stehle Claudia Künzel-Nystad | 54:30,5   | Vibeke Skofterud Marit Bjørgen Kristin Størmer Steira Astrid Jacobsen | 54:34,3   |

### Nordisk kombination
| Disciplin                     | Guld                                                         | Guld    | Sølv                                                             | Sølv    | Bronze                                               | Bronze  |
| ----------------------------- | ------------------------------------------------------------ | ------- | ---------------------------------------------------------------- | ------- | ---------------------------------------------------- | ------- |
| Stor bakke + 10 km jagtstart  | Hannu Manninen                                               | 17:40,2 | Magnus Moan                                                      | 17:40,5 | Björn Kircheisen                                     | 18:09,7 |
| Lille bakke + 15 km jagtstart | Ronny Ackermann                                              | 38:35,6 | Bill Demong                                                      | 38:44,1 | Anssi Koivuranta                                     | 38:44,3 |
| Hold (stor bakke + 4 × 5 km)  | Anssi Koivuranta Janne Ryynänen Jaakko Tallis Hannu Manninen | 49:14,9 | Sebastian Haseney Ronny Ackermann Tino Edelmann Björn Kircheisen | 49:43,3 | Håvard Klemetsen Espen Rian Petter Tande Magnus Moan | 50:26,9 |

### Skihop

#### Mænd
| Disciplin                | Guld                                                                    | Guld   | Sølv                                                   | Sølv  | Bronze                                                  | Bronze |
| ------------------------ | ----------------------------------------------------------------------- | ------ | ------------------------------------------------------ | ----- | ------------------------------------------------------- | ------ |
| Individuelt, lille bakke | Adam Małysz                                                             | 277,0  | Simon Ammann                                           | 255,5 | Thomas Morgenstern                                      | 254,5  |
| Individuelt, stor bakke  | Simon Ammann                                                            | 266,1  | Harri Olli                                             | 265,9 | Roar Ljøkelsøy                                          | 262,9  |
| Hold, stor bakke         | Wolfgang Loitzl Gregor Schlierenzauer Andreas Kofler Thomas Morgenstern | 1000,2 | Tom Hilde Anders Bardal Anders Jacobsen Roar Ljøkelsøy | 953,3 | Shohei Tochimoto Takanobu Okabe Daiki Ito Noriaki Kasai | 905,9  |

### Medaljetabel
| Plac. | Land         | Guld | Sølv | Bronze | Total |
| ----- | ------------ | ---- | ---- | ------ | ----- |
| 1.    | Norge        | 5    | 4    | 7      | 16    |
| 2.    | Finland      | 5    | 1    | 2      | 8     |
| 3.    | Tyskland     | 2    | 4    | 3      | 9     |
| 4.    | Rusland      | 1    | 3    | -      | 4     |
| 5.    | Tjekkiet     | 1    | 1    | 1      | 3     |
| 6.    | Schweiz      | 1    | 1    | -      | 2     |
| 7.    | Italien      | 1    | -    | 2      | 3     |
|       | Østrig       | 1    | -    | 1      | 2     |
| 9.    | Polen        | 1    | -    | -      | 1     |
| 10.   | Sverige      | -    | 1    | 1      | 2     |
| 11.   | Slovenien    | -    | 1    | -      | 1     |
|       | Hviderusland | -    | 1    | -      | 1     |
|       | USA          | -    | 1    | -      | 1     |
| 14.   | Japan        | -    | -    | 1      | 1     |